# عماد خميس
عماد محمد ديب خميس (مواليد 1 آب/أغسطس 1961 ريف دمشق)، مهندس و‌سياسي سوري شغل منصب رئيس وزراء سوريا منذ 3 تموز/يوليو 2016  حتى 11 يونيو 2020، كما شغل قبل ذلك منصب وزير الكهرباء من عام 2011 إلى عام 2016.

## النشأة والتعليم
ولد عماد محمد ديب خميس في مدينة سقبا بمحافظة ريف دمشق عام 1961  وهو حاصل على إجازة في الهندسة الكهربائية من جامعة دمشق عام 1984.

## الحياة المهنية
تم تكليف خميس بإدارة عدد من الإدارات بالهيئة العامة للتوزيع والاستثمار من عام 1987 وحتى عام 2005. وقد كان مديرًا عامًا للشركة العامة للكهرباء بمحافظة ريف دمشق من 2005 إلى 2008 ومديراً عاماً للمؤسسة العامة لتوزيع واستثمار الطاقة الكهربائية بين عامي 2008 و2011. [2] في 14 نيسان 2011 أصبح وزيراً للكهرباء في حكومة عادل سفر وظل كذلك في حكومتي رياض فريد حجاب و‌وائل الحلقي. في 22 حزيران 2016، اشتهر خلال فترة تسلمه بلقب «وزير العتمة» بسبب انقطاع الكهرباء لفترات طويلة خلال هذه الفترة الأمر الذي جعله محل نقد وسخرية من قبل الموالين قبل المعارضين. أصدر الرئيس بشار الأسد المرسوم رقم 187 لعام 2016 القاضي بتكليف عماد خميس بتشكيل الحكومة الجديدة بعد انتخابات 13 نيسان 2016.
انتسب عماد خميس إلى حزب البعث العربي الاشتراكي عام 1977.

### العقوبات
أقر الاتحاد الأوروبي عقوبات على عماد خميس بسبب دوره في استخدام التخفيضات الكهربائية كوسيلة لقمع الشعب السوري في 24 آذار 2012.

## الحياة الشخصية
عماد خميس متزوج ولديه ثلاثة أبناء.